# یوزف هنینگر
یوزف هنینگر (به آلمانی: Joseph Henninger) پژوهشگر دینی اهل آلمان (زاده ۱۲ مه ۱۹۰۶ در ویسبادن آلمان می‌باشد.
بعد از اتمام مدرسه در سال ۱۹۲۶ به مبلغان مذهبی پیوست. وی در رشته فلسفه در سینت آگوستین به تحصیل پرداخت. همچنین، او در دانشگاه پانتیفیچیا گرگوریانا در رم ایتالیا دین شناسی خواند.
هنینگر در ۴ مه ۱۹۹۱ در آستانه ۸۵ سالگی درگذشت